# 1. Königlich Sächsisches Leib-Grenadier-Regiment Nr. 100
Das 1. Königlich Sächsische Leib-Grenadier-Regiment Nr. 100 war mit dem 2. Grenadier-Regiment Nr. 101 „Kaiser Wilhelm, König von Preußen“ das älteste Infanterieregiment der kurfürstlich, später königlich Sächsischen Armee und wurde am 30. April 1670 als Leibregiment zu Fuß unter dem Kurfürsten und Erzmarschall Johann Georg II. gegründet.

## Geschichte
Von 1622 an war der Truppenteil als Garde zu Fuß aufgestellt und wurde am 30. April 1670 durch Kurfürst Johann Georg II. von Sachsen als Leib-Regiment zu Fuß errichtet. In den folgenden Jahren erfuhr der Name häufig Änderungen und erhielt am 7. Juni 1815 die Bezeichnung Leib-Grenadier-Regiment Nr. 1 und zum Jahresbeginn 1821 den Namen Leib-Infanterie-Regiment Nr. 1.
Am 1. Oktober 1849 wurde die Leib-Infanterie-Brigade, bestehend aus den Infanterie-Bataillonen 13 bis 16, gebildet.
Zum 1. April 1867 erhielt der Truppenverband die Bezeichnung 1. Königlich Sächsisches Leib-Grenadier-Regiment Nr. 100 .

### Übergeordnete Einheiten
Das Regiment war Teil der 45. Infanterie-Brigade, die im Verband der 23. Division zum Einsatz kam und zum XII. Armee-Korps gehörte. Mit dem Ausbruch des Ersten Weltkrieges wurde der gesamte Truppenverband der 3. Armee unterstellt.

### Kampfhandlungen, Gefechte und Schlachten
- 1673–1675 im Siebenjährigen Krieg gegen Frankreich
- 1683 Krieg gegen die Türken bei Wien
- 1688–1695 im Pfälzischen Erbfolgekrieg gegen Frankreich
- 1695–1697 Großer Türkenkrieg
- 1699–1706 und 1709–1716 Großer Nordischer Krieg
- 1709 Spanischer Erbfolgekrieg
- 1733–1735  Thronfolgekrieg in Polen
- 1741/42 Krieg gegen Österreich
- 1744/45 Krieg gegen Preussen (Hohenfriedberg)
- 1756–1763 gegen Preussen
- 1778/1779 gegen Österreich
- 1793–1796 Krieg gegen Frankreich
- 1806 Krieg gegen Frankreich
- 1809 Krieg gegen Österreich
- 1812/1813 Krieg gegen Russland
- 1813 gegen die Verbündeten (Großbeeren, Dennewitz, Leipzig)
- 1814/15  gegen Frankreich
- 1849 Niederwerfung des Aufstandes in Dresden
- 1866 Deutscher Krieg gegen Preussen (Gitschin, Königgrätz)

### Deutsch-Französischer Krieg
- 18. August 1870 Gravelotte-St Privat
- 24. August 1870 Verdun
- 29. August 1870 Nuart
- 30. August 1870 Beaumont
- 1. September 1870 Sedan
- 29./30. November 1870 Etrepagny und Les Thilliers
- 4. Dezember 1870 Villiers
- 19. Januar 1871 Groslay-Ferme

### Erster Weltkrieg
Mit der Mobilmachung am 2. August 1914 musste das Regiment ein Ersatz-Bataillon zu 4 Kompanien sowie zwei Rekruten-Depots aufstellen bzw. errichten.
Am 9. September 1916 wurde die 2. Kompanie ausgegliedert und 1. Kompanie des Infanterie-Regiments Nr. 392.
Zum 11. September 1918 wurde dem Regiment einen Minenwerfer-Kompanie zugewiesen, die aus Teilen der sächsischen Minenwerfer-Kompanie Nr. 23 gebildet worden war.
Das Regiment hatte zahlreiche tote Soldaten zu beklagen.

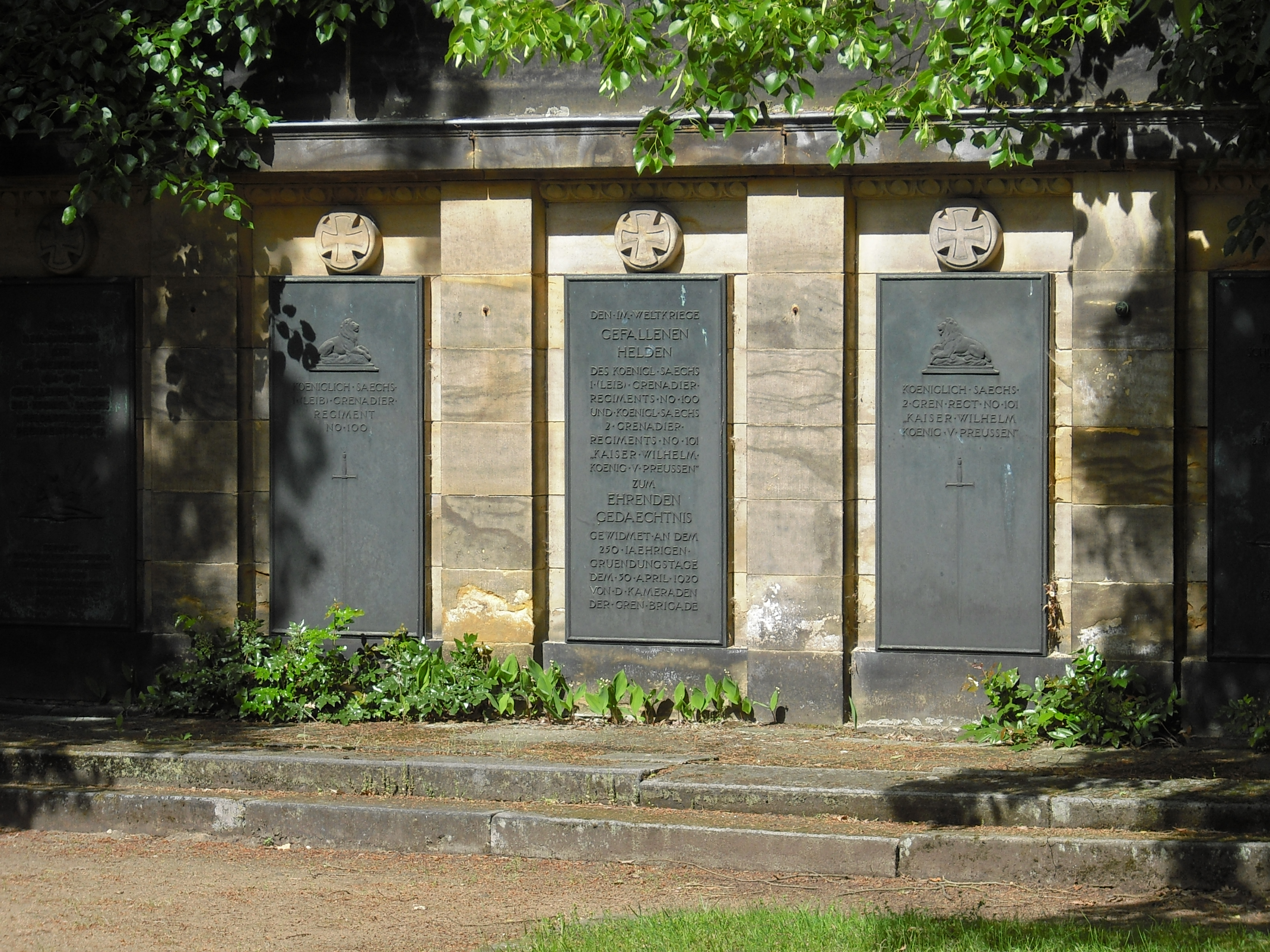
Denkmal der Königlich Sächsischen Grenadier-Regimenter N. 100 und Nr. 101auf dem Ehrenhain des Dresdner Nordfriedhofes

Zu den Kampfhandlungen, Gefechten und Schlachten siehe Gefechtskalender der 23. Division

### Beteiligung am Massaker von Dinant
Am 23. August 1914 waren mehrere deutsche Einheiten beim Durchmarsch durch das neutrale Belgien am Massaker von Dinant beteiligt.
In ihrem Buch Deutsche Kriegsgreuel 1914: Die umstrittene Wahrheit stellen die Autoren John Horne und Alan Kramer fest, dass das Grenadier-Regiment 101 den Befehl  erhalten hatte, Dinant „einzuschießen“. Bei diesem Manöver wurden durch Eigenbeschuss etliche Soldaten getötet.
In der Literatur ist anerkannt, dass das Grenadier-Regiment 100 sich an den Gräueltaten in Dinant beteiligt hat. Die Bundesregierung hat sich erst im Jahre 2001 offiziell für diese Kriegsverbrechen entschuldigt.

### Regimentskommandeure
| Name                                      | Jahr/Datum                        |
| ----------------------------------------- | --------------------------------- |
| Georg von Kuffer                          | 1670                              |
| Lindau von Brand                          | 1679                              |
| von Rommel                                | 1681                              |
| Hans Rudolf von Schönefeld                | 1682                              |
| Gustav Schmeiß von Ehrenpreisberg         | 1685                              |
| Heinrich Ehrenreich von Bornstädt         | 1692                              |
| Friedrich von Brause                      | 1697                              |
| Johann Eberhard von der Drost             | 1697                              |
| Hans Hermann Wostromirski von Rockittnigk | 1699                              |
| Baron von Degenfeld                       | 1700                              |
| Adam Heinrich Baron von Bose              | 1703                              |
| von Stojentin                             | 1712                              |
| Gottlieb Baron von Schmettau              | 1718                              |
| Karl Gustav von Fitzner                   | 1719                              |
| Julius Friedrich Freiherr von Weißenbach  | 1728                              |
| Christian von Stutterheim                 | 1740                              |
| Fran Noé de Crousaz                       | 1745                              |
| Julius Ferdinand von Winkelmann           | 1752                              |
| Philipp Christian von Pirch               | 1764                              |
| Friedrich Adolf von Gersdorff             | 1778                              |
| Wolf Reinhard von Hartitzsch              | 1778                              |
| Philipp de Leger                          | 1788                              |
| Eckardt Adam von Stammer                  | 1791                              |
| Wilhelm von Low                           | 1794                              |
| Wilhelm Ludwig von Stieglitz              | 1795                              |
| Heinrich Anton von Biela                  |                                   |
| Georg Erdmann von Hayne                   | 1800                              |
| Friedrich Wilhelm von Gerstenberg         | 1801                              |
| Friedrich Gottlieb Donat                  | 1807                              |
| Friedrich von Hartitzsch                  | 1809                              |
| Heinrich von Zeschau                      | 1809                              |
| Prinz Karl Bernhard von Sachsen-Weimar    | 1814                              |
| Karl Friedrich Anger                      | 1814                              |
| Heinrich Gottlob von Radeloff             | 1815                              |
| Thomas von Wohan                          | 1817                              |
| Friedrich Heinrich von Koppenfels         | 1828                              |
| Karl Heinrich von Einsiedel               | 1836                              |
| Adolf Heinrich Ludwig von Schulz          | 1845                              |
| Karl Joseph Theodor von Bourk             | 1848                              |
| Carl von Sichart                          | 1849                              |
| Karl Freiherr von Hausen                  | 1853                              |
| Ludwig Freiherr von Falkenstein           | 1. Juni 1860                      |
| Lothar Freiherr von Hausen                | 1861                              |
| Rudolf von Bünau                          | 1866                              |
| Hugo Garten                               | 9. Juli 1868                      |
| Hermann Ernst von Rex                     | 19. August 1870                   |
| Curt Haubold von Einsiedel                | 1. Juni 1875                      |
| Edmund August von Mensch                  | 30. November 1878                 |
| Anton Maria von Cerrini di Monte Varchi   | 1. April 1881                     |
| Curt von Raab                             | 20. März 1885                     |
| Erwin von Minckwitz                       | 10. Februar 1889                  |
| Lothar von Hausen                         | 19. April 1891                    |
| Leo von Carlowitz                         | 31. März 1895                     |
| Hans von Carlowitz                        | 24. März 1897                     |
| Karl Ludwig d’Elsa                        | 14. April 1898                    |
| Georg von Criegern                        | 19. September 1900                |
| Oskar von Ehrenthal                       | 26. März 1903                     |
| Arndt von Criegern                        | 17. August 1906                   |
| Adolph von Carlowitz                      | 15. April 1908                    |
| Max Leuthold                              | 24. September 1909                |
| Gustav von der Decken                     | 1. April 1913                     |
| Horst von Tettenborn                      | 11. Januar 1915                   |
| Kurt von Damerau-Dambrowski               | 1915                              |
| Georg von Watzdorf                        | 27. Juni 1917                     |
| Walther von Witzleben                     | 10. Januar 1919 bis 24. März 1919 |